# باستر ماتيس جونيور
باستر ماتيس جونيور (بالإنجليزية: Buster Mathis, Jr.)‏ مواليد 24 مارس 1970 في غراند رابيدز، هو ملاكم أمريكي يصنف ضمن فئة الوزن الثقيل.

## المسيرة الاحترافية
من نزالاته:
- خسر أمام مايك تايسون بالضربة القاضية (1995).

## إحصائيات
خاض خلال مسيرته 23 نزالا، فاز في 21 ولم يتعادل وخسر في 2. فاز بالضربة القاضية في 7 نزالا.

## روابط خارجية
- باستر ماتيس جونيور على موقع بوكس ريك (الإنجليزية) (registration required)